# 奥斯卡·德拉伦塔
奥斯卡·阿里斯蒂德·德伦蒂塔·菲亚罗（西班牙語：Óscar Arístides Renta Fiallo，1932年7月22日—2014年10月20日），通称奥斯卡·德拉伦塔（Oscar de la Renta），是世界著名的高級时装及晚禮服设计师。生于多明尼加共和國聖多明哥的他师从安东尼奥·德尔卡斯蒂略，20世纪60年代担任杰奎琳·肯尼迪的时装设计师，从此在国际上崭露头角。身为Lanvin和Balmain屡获殊荣的设计师，他在1973年在美國紐約創立同名的時裝品牌，以他的名字命名的名牌被影视明星到皇室等领军人物穿着。
奧斯卡·德拉倫塔的品牌旗下設計的產品種類繁多，包括成衣，皮草，珠寶，皮具，香水，鞋子，其中又以高級時裝和晚禮服聞名於紐約的上流社會。一條Oscar De La Renta 的晚宴裙子平均售價都在兩萬元美金以上，儘管價格高昂，因獨特的奢華設計和精緻手工被受國際巨星和名媛的青睞，也是拉丁美洲地区的时尚品牌代表。
奧斯卡品牌在世界各地都設有分店，包括英國倫敦高級百貨Harrods, 倫敦Mount Street, 美國紐約Madison Avenue, 迪拜購物中心,香港老牌時裝店Joyce ,台灣台北Juliaboutique等.
2006年德拉伦塔被诊断出患有癌症。2014年10月20日，德拉伦塔癌症病发死于康涅狄格州肯特家中，享年82岁。